# Pavel Pěnkava
Pavel Pěnkava (* 26. Dezember 1944 in Nižbor, Protektorat Böhmen und Mähren) ist ein ehemaliger tschechischer Mittel- und Langstreckenläufer, der für die Tschechoslowakei an den Start ging. Bei Halleneuropameisterschaften gewann er vier Medaillen.

## Sportliche Laufbahn
Erste internationale Erfahrungen sammelte Pavel Pěnkava vermutlich im Jahr 1966, als er bei den Europameisterschaften in Budapest mit 1:49,8 min im Halbfinale im 800-Meter-Lauf ausschied und mit der tschechoslowakischen 4-mal-400-Meter-Staffel in 3:09,3 min den siebten Platz belegte. Im Jahr darauf gewann er bei den Europäischen Hallenspielen in Prag mit der Sprintstaffel über 10 Runden in 3:08,8 min gemeinsam mit Jiří Kynos, Ladislav Kříž und Pavel Hruška die Bronzemedaille hinter den Teams aus der Bundesrepublik Deutschland und der Sowjetunion und gewann mit der 3-mal-1000-Meter-Staffel in 7:20,0 min gemeinsam mit Pavel Hruška und Petr Bláha die Silbermedaille hinter dem Team aus der BR Deutschland. 1969 belegte er bei den Europäischen Hallenspielen in Belgrad in 8:03,2 min den fünften Platz im 3000-Meter-Lauf und gewann mit der 3-mal-1000-Meter-Staffel in 7:23,1 min gemeinsam mit Ján Šišovský und Petr Bláha erneut die Silbermedaille hinter Westdeutschland. Im September erreichte er bei den Freiluft-Europameisterschaften in Prag das Finale im 1500-Meter-Lauf und klassierte sich dort mit 3:41,7 min auf dem siebten Platz. Im Jahr darauf verpasste er bei den Halleneuropameisterschaften in Wien mit 8:04,6 min den Finaleinzug über 3000 Meter und 1971 kam er bei den Europameisterschaften in Helsinki mit 3:55,2 min nicht über den Vorlauf über 1500 Meter hinaus. 1974 gewann er bei den Halleneuropameisterschaften in Göteborg in 7:51,79 min die Bronzemedaille über 3000 Meter hinter den Belgiern Emiel Puttemans und Paul Thys und im September gelangte er bei den Freiluft-Europameisterschaften in Rom mit 14:00,6 min auf den zwölften Platz im 5000-Meter-Lauf. 
In den Jahren von 1968 bis 1971 sowie 1973 wurde Pěnkava tschechoslowakischer Meister im 1500-Meter-Lauf sowie 1972, 1974 und 1975 über 5000 Meter. 1964 wurde er noch Meister in der 4-mal-400-Meter-Staffel. Zudem wurde er 1969 Hallenmeister über 3000 Meter.

## Persönliche Bestzeiten
- 800 Meter: 1:48,2 min, 2. September 1966 in Budapest
- 1500 Meter: 3:38,6 min, 26. Juni 1973 in Mailand
- 3000 Meter: 7:51,79 min, 10. März 1974 in Göteborg
- 5000 Meter: 13:29,0 min, 12. Juni 1974 in Berlin